# Glenea quinquevittata
Glenea quinquevittata är en skalbaggsart. Glenea quinquevittata ingår i släktet Glenea och familjen långhorningar.

## Underarter
Arten delas in i följande underarter:
- G. q. quinquevittata
- G. q. fuscotibialis